# Angel Batista
Pour les articles homonymes, voir Batista.
Angelo Juan Marcos Batista, dit Angel Batista, est un personnage de fiction créé par Jeff Lindsay pour sa série de romans mettant en scène Dexter Morgan. David Zayas l'incarne ensuite dans les séries télévisées Dexter et les suites Dexter: New Blood et Dexter: Resurrection. James Martinez reprend le rôle dans la série préquelle Dexter : Les Origines.
Angel est détective dans le département homicide de la police de Miami. Il travaille main dans la main avec Dexter Morgan pendant les affaires. Il désire toujours faire équipe avec lui pour avoir son avis d'expert sur les tueurs en série et le considère comme son meilleur ami. Batista, bien qu'il soit incapable de partager la fascination de Dexter pour le sang, aime l'« art du meurtre ». 
Dans la série de romans, Batista n'est pas un détective mais un médecin légiste, qui fait équipe avec Dexter. Il se décrit lui-même comme « Angel aucun rapport » en référence à l'ancien dictateur cubain Fulgencio Batista. Angel est naturellement bon-vivant et possède un important sens de l'humour.

## Biographie

### Saison 1
Batista est sergent au service homicides du département de police de Miami. Marié en premières noces à Nina, avec laquelle il a une fille, Auri, il est en instance de divorce. Dans l'enquête du tueur de glace, il repère une femme dans une boîte de nuit qui porte une prothèse de main dont les ongles ressemblent beaucoup aux ongles des victimes du tueur.

### Saison 2
Après que Dexter a rompu avec Lila Tournay, Batista se rapproche d'elle. Elle l'accuse de viol à tort.

### Saison 3
Batista est promu sergent. Se sentant seul, il a recours à une prostituée. Il tombe sur une femme policier qui travaille sous couverture, Barbara Gianna. Il ne souhaite pas que cette malheureuse aventure s'ébruite dans la police et plaide sa cause envers Barbara, expliquant que ce soir-là il cherchait un peu de réconfort. Batista insiste pour l'inviter à dîner, ce qu'elle refuse dans un premier temps puis ils commencent une relation. Il soutient et supervise Debra dans l'enquête de l'écorcheur. Elle est récompensée en décrochant son insigne de détective.

### Saison 4
Batista a rompu avec Barbara. Il est en couple avec sa supérieure, Maria LaGuerta. Bien qu'ils soient discrets, les collègues s'en aperçoivent. Batista cherche des conseils auprès de Dexter, jeune marié. Maria ne souhaite pas que cette relation soit compromise par leur travail et sans l'avis de Angel, elle décide de l'annoncer à son supérieur. La sanction ne se fait pas attendre : l'un des deux doit changer d'affectation. Refusant de partir, ils décident de rompre. Ne parvenant pas à le faire, ils se marient en secret avec Dexter pour seul témoin.

### Saison 5
Batista a beaucoup de mal à supporter l'autorité de sa femme au travail. Il devient jaloux et soutient Debra dans ses conflits avec Maria.

### Saison 6
Divorcé de Maria, il emménage avec sa sœur Jamie Batista qui devient la garde d'enfant d'Harrison, le fils de Dexter. Maria étant promue capitaine, elle le soutient dans sa nomination pour la remplacer en tant que lieutenant. Cependant, pour des raisons politiques, c'est Debra qui est choisie, ce qui déconcerte Batista car elle était sous ses ordres.

### Saison 7
Avec la mort de Mike Anderson, nouvel agent de la Miami Metro, Batista envisage de prendre sa retraite et d'ouvrir un restaurant. Sa dernière affaire concerne plusieurs morts autour du cartel de la fraternité Koshka, originaire d'Ukraine et basée à Miami dans le club de strip-tease le Fox Hole. Il doit couvrir les erreurs de Quinn qui s'est entiché d'une danseuse nue retenue de force par le cartel. 
Quand Dexter est arrêté, contrairement à Maria, il ne croit absolument pas qu'il soit un meurtrier et le soutient. Il accuse Maria de ne pas croire en la culpabilité de James Doakes.

### Saison 8
Après l'assassinat de Maria et la démission de Debra, Angel Batista est promu lieutenant. En parallèle, il continue à diriger son restaurant.

### New Blood
10 ans après, on apprend que Batista travaille toujours dans la police de Miami, en tant que capitaine. Il apprend, médusé, la survie de son meilleur ami et comprend peu à peu sa vraie identité.

### Dexter: Les Origines
1991. Batista est un jeune inspecteur de la police de Miami. Il est l'un des collègues de Harry Morgan.